# Wild Eyed Boy from Freecloud
"Wild Eyed Boy from Freecloud" é uma canção escrita por David Bowie em 1969 e lançada primeiro como lado B do single "Space Oddity" e, mais tarde, incluída em seu segundo álbum epônimo (lançado nos EUA como Man of Words, Man of Music pela Mercury e relançado pela RCA em 1972 como Space Oddity). A versão do álbum possui um arranjo de orquestra e também é notável por ser a primeira vez que Mick Ronson gravou com Bowie, contribuindo (embora não seja creditado) com a guitarra principal e com as palmas da faixa.
Sobre a canção, anos mais tarde Bowie relatou: "Era sobre os desassociados, aqueles que se sentem como se estivessem do lado de fora, que era como eu me sentia. Sempre sentia que eu estava à beira dos acontecimentos, à margem das coisas, e deixado de fora. Muitos dos meus personagens naqueles primeiros anos parecem girar em torno desse sentimento. Isso deve ter vindo da perplexidade do meu próprio interior que era onde eu estava."

## Regravações
- Cristina Donà